# Youthanasia
Albums de Megadeth
Countdown to Extinction
(1992) Hidden Treasures
(1995)
Singles
1. Train of Consequences
Sortie : 10 novembre 1994
2. À tout le monde
Sortie : février 1995

Youthanasia est le sixième album studio du groupe américain de thrash metal Megadeth. Il est sorti le 1er novembre 1994 sur le label Capitol Records et a été produit par Max Norman et Dave Mustaine.
Cet album n'est pas une révolution stylistique par rapport aux enregistrements antérieurs ; mais il a marqué l'évolution continue de Megadeth, suivant les traces de l'album précédent Countdown to Extinction (1992). Le titre de l'album, dont la prononciation est la même que "euthanasia"', est un jeu de mots, impliquant une société qui euthanasie sa jeunesse. La pochette de l'album représente une vieille femme suspendant des bébés à une corde à linge apparemment sans fin. Le concept de cette œuvre est directement inspiré d'une ligne des paroles de la chanson-titre. Une version remasterisée, avec quelques titres supplémentaires, est sortie le 27 juillet 2004.
Youthanasia a reçu des critiques positives lors de sa sortie. L'album a été un succès commercial, grimpant jusqu'à la quatrième position sur le Billboard 200, et a été certifié disque de platine pour avoir atteint le million de copies aux États-Unis en 1995.

## L'album
Deux ans après la sortie de Countdown to Extinction, le style se rapproche encore plus du heavy metal avec des tempos plus lents, et tend ainsi à s'éloigner du thrash metal des premiers albums du groupe. Cette orientation, qualifiée de commerciale par certains, a créé une certaine division parmi les fans du groupe, mais n'a pas empêché Youthanasia d'être un succès commercial.
Cet album présente également la caractéristique d'avoir été enregistré un demi ton plus bas que l'accordage classique pour guitares et basses, ce qui contribue à la sonorité particulière de cet opus par rapport au reste de la discographie du groupe.

## Composition du groupe
- Dave Mustaine - chants, guitare
- David Ellefson - basse, chœurs
- Marty Friedman - guitare
- Nick Menza - batterie

Musicien additionnel
- Jimmie Wood - harmonica sur Train of Consequences et Elysian Fields.

## Liste des titres
Toutes les paroles ont été écrites par Dave Mustaine, sauf indication (Voir chansons).

### Version originale
CD – Capitol Records (C2 7243 8 29004 2 9,  États-Unis)
| No | Titre                 | Durée |
| -- | --------------------- | ----- |
| 1. | Reckoning Day         | 4:34  |
| 2. | Train of Consequences | 3:26  |
| 3. | Addicted to Chaos     | 5:26  |
| 4. | À Tout le Monde       | 4:28  |
| 5. | Elysian Fields        | 4:03  |
| 6. | The Killing Road      | 3:57  |

| No  | Titre                   | Durée |
| --- | ----------------------- | ----- |
| 7.  | Blood of Heroes         | 3:57  |
| 8.  | Family Tree             | 4:07  |
| 9.  | Youthanasia             | 4:09  |
| 10. | I Thought I Knew It All | 3:44  |
| 11. | Black Curtains          | 3:39  |
| 12. | Victory                 | 4:27  |

### 2004 Remaster bonus tracks
CD – Capitol Records (724359862323,  Europe)
| No | Titre                 | Durée |
| -- | --------------------- | ----- |
| 1. | Reckoning Day         | 4:34  |
| 2. | Train of Consequences | 3:31  |
| 3. | Addicted to Chaos     | 5:27  |
| 4. | À Tout le Monde       | 4:22  |
| 5. | Elysian Fields        | 4:02  |
| 6. | The Killing Road      | 3:51  |
| 7. | Blood of Heroes       | 3:50  |
| 8. | Family Tree           | 4:11  |

| No  | Titre                     | Durée |
| --- | ------------------------- | ----- |
| 9.  | Youthanasia               | 4:07  |
| 10. | I Thought I Knew It All   | 3:42  |
| 11. | Black Curtains            | 3:37  |
| 12. | Victory                   | 4:29  |
| 13. | Millennium of the Blind   | 2:15  |
| 14. | New World Order (démo)    | 3:45  |
| 15. | Absolution (instrumental) | 3:27  |
| 16. | À Tout le Monde (démo)    | 6:20  |

## Thèmes des paroles de l'album

### Reckoning Day
- (Paroles: Mustaine, Ellefson, Musique: Mustaine, Friedman)

Les paroles furent inspirées à Dave Mustaine après avoir vu le film Tombstone avec Val Kilmer. Les paroles traitent du prix à payer pour les mauvaises actions entreprises. Le Reckoning Day, le jour du Jugement Dernier est le jour où l'on doit faire le point sur tous les crimes ou péchés que l'on a commis et payer l'addition. Plus l'on cherche à échapper à ce jour plus il vous hante. Cette chanson est reprise par le groupe de thrash metal français Psytronix, sur leur album Gone with the time, sorti en 2000.

### Train of Consequences
Le thème de cette chanson est celui du joueur de casino et de sa série de malchances. Une fois qu'il est parti pour jouer plus rien ne l'arrête et lorsqu'il perd beaucoup d'argent il ne s'arrête pas, dans l'espoir de le voir revenir sur un coup de chance. Il semblerait que Nick Menza fut un joueur assidu et qu'il eut des problèmes liés aux jeux.

### Addicted to Chaos
Cette chanson traite de la perte d'un être cher. Le personnage se retrouve confronté à la mort de la personne la plus proche de lui dans sa vie. Bien que l'on lui prédit que ce jour arrivait, il ne pouvait le croire. La douleur le fait même songer au suicide. Dans les dernières paroles, l'espoir renaît pour la personne qui finit par accepter que ce n'est qu'une épreuve parmi tant d'autres que la vie lui réserve. Il décide alors d'affronter à nouveau la vie et ses épreuves.

### À Tout le Monde
Cette chanson qui a longtemps été prise pour une chanson sur le suicide est en fait à propos d'un rêve que Dave Mustaine a fait dans lequel il a vu sa mère revenir du paradis pour lui parler une dernière fois. Ce morceau est repris en duo avec Cristina Scabbia de Lacuna Coil, sur l'album United Abominations (2007), sous le titre A Tout Le Monde (Set Me Free).
Cette chanson a fait l'objet d'une polémique dans le cadre de la fusillade au collège Dawson, le tueur ayant cité un extrait des paroles dans un article paru sur son blog peu de temps avant son passage à l'acte. Dave Mustaine déclarera à la suite du drame :

« Like everyone else, I am horrified and disgusted by the
tragic events of yesterday. We will pray for everyone who
has been hurt, and all the families that are suffering,"
says Dave Mustaine of Megadeth. Referring to the song
"A Tout Le Monde," Mustaine says, "It’s based on a dream
I had, where my mother came back from heaven to say ‘I
love you.’ It’s about me talking to her again." »

— Dave Mustaine

### Elysian Fields
- (Paroles: Dave Mustaine, David Ellefson)

Cette chanson traite de Dieu et de l'homme, du Paradis et de la terre, de la vie et de la mort. Le sujet principal est que l'homme a dans sa nature la plus profonde le besoin de combattre. Dave y raconte que l'homme a rejeté Jésus le sauveur et de ce fait ne recherche pas le salut. Que la nature de l'homme est tellement tournée vers la guerre qu'ils ne se battraient pas uniquement dans cette vie mais aussi après sa mort. Bien que dieu envoie l'homme en enfer, il tente de faire la guerre à Dieu et aux anges pour conquérir le Paradis.

### The Killing Road
La chanson relate la difficulté des tournées avec le groupe. Ne vivre que dans des hôtels, ne jamais être certain que la nourriture soit bonne, et aussi de la dépense physique et mentale qu'une tournée engendre. Même si les membres du groupe s'accordent à dire que la récompense de faire plaisir au public et de lui donner du bonheur valent largement le prix à payer. Il n'en reste pas moins exténuant de parcourir les routes du monde entier et de changer tous les soirs de ville pour donner des concerts.

### Blood of Heroes
Le thème ici est un groupe de militaires abandonnés par leurs supérieurs qui cherchent à prendre leur revanche.

### Family Tree
- (Musique: Dave Mustaine, David Ellefson, Nick Menza)

Family Tree traite de l'inceste. Les paroles sont sombres et dérangeantes car elles traitent d'un sujet tabou, mais malheureusement très fréquent aux États-Unis (et dans le reste du monde d'ailleurs). Ce genre de sujet étant rarement évoqué dans les chansons, il laisse supposer qu'il s'agit d'un problème qu'un membre du groupe a dû affronter, mais il n'en est rien. Il s'agit surtout d'un sujet que Dave Mustaine trouve très grave et qui selon ses dires est trop peu évoqué. Il a donc décidé de le dénoncer avec cette chanson. Elle évoque donc l'inceste et le fait que beaucoup de victimes de cet infâme crime se retrouvent à leur tour plus tard bourreaux dans leurs propres familles.

### Youthanasia
Le titre est un jeu de mots entre Youth (Jeunesse) et Euthanasia (Euthanasie), qui se prononce pareil. Le sujet principal est un cri d'alarme contre la sur-protection parentale et le manque d'autonomie qu'elle engendre.

### I Thought I Knew It All
- (Musique: Dave Mustaine, Marty Friedman, David Ellefson, Nick Menza)

Les paroles font part d'une croyance que rien n'arrive par hasard, que l'on doit apprendre de ses erreurs, ne pas baisser les bras et que chaque action a un rôle, ainsi un drame peut avoir une issue heureuse, une leçon à en tirer.

### Black Curtains
- (Musique: Dave Mustaine, Marty Friedman)

Cette chanson semble traiter des problèmes engendrés par une cure de désintoxication. La souffrance du drogué qui cherche à vaincre le manque. La vie cauchemardesque qu'il endure et les notions approximative de réalité. Dave Mustaine eut recours à une cure de désintoxication donc il semblerait qu'il nous propose sa propre expérience.

### Victory
Cette chanson est en fait constituée de plusieurs des titres de Megadeth tout au long de leur carrière. Une manière de dire aux fans que le meilleur n'est pas derrière et qu'il reste encore beaucoup de belles années à vivre et que le groupe a encore l'intention de donner aux fans la musique qu'ils aiment.

## Charts et certifications
Charts album
| Pays                             | Meilleure position | Durée du classement |
| -------------------------------- | ------------------ | ------------------- |
| Allemagne (Media Control Charts) | 13e                | 11 semaines         |
| Australie (ARIA Charts)          | 9e                 | 4 semaines          |
| Autriche (Ö3 Austria Top 40)     | 26e                | 3 semaines          |
| Belgique (Fr) (Ultratop)         | 30e                | 2 semaines          |
| Canada (RPM Top Albums)          | 11e                | 10 semaines         |
| États-Unis (Billboard 200)       | 4e                 | 23 semaines         |
| France (SNEP)                    | 4e                 | 14 semaines         |
| Japon (Oricon)                   | 11e                | ?                   |
| Nouvelle-Zélande (RIANZ)         | 10e                | 3 semaines          |
| Pays-Bas (MegaCharts)            | 20e                | 16 semaines         |
| Royaume-Uni (UK Albums Chart)    | 6e                 | 6 semaines          |
| Suède (Sverigetopplistan)        | 4e                 | 11 semaines         |
| Suisse (Schweizer Hitparade      | 32e                | 8 semaines          |

Certifications album
| Pays        | Certification | Ventes      | Date       |
| ----------- | ------------- | ----------- | ---------- |
| Canada      | Platine       | 100 000 +   | 23/12/1994 |
| États-Unis  | Platine       | 1 000 000 + | 05/01/1995 |
| Finlande    | Or            | 20 216 +    | 1994       |
| Royaume-Uni | Argent        | 60 000 +    | 22/07/2013 |

Charts singles
| Année | Single                  | Chart                  | Durée du classement | Position |
| ----- | ----------------------- | ---------------------- | ------------------- | -------- |
| 1994  | "Train of Consequences" | Mainstream Rock Tracks | 11 semaines         | 29e      |
| 1994  | "Train of Consequences" | UK Singles Chart       | 3 semaines          | 22e      |
| 1995  | "A tout le monde"       | Mainstream Rock Tracks | 7 semaines          | 31e      |